# ألان ميلفيل
ألان ميلفيل (19 مايو 1910 في جنوب أفريقيا - 18 أبريل 1983 في جنوب أفريقيا) (بالإنجليزية: Alan Melville) هو لاعب كريكت جنوب أفريقي. شارك مع منتخب جنوب أفريقيا الوطني للكريكت. أما مع النوادي، فقد لعب مع نادي مقاطعة ساسكس للكركيت ‏ وGauteng (cricket team) ‏ وفريق كوازولو ناتال للكريكت ‏ ونادي الكريكت في جامعة أكسفورد ‏.

## وصلات خارجية
- ألان ميلفيل على موقع إي آس بي آن كريك إنفو (الإنجليزية)